# Ludwig Gieseke
Ludwig Gieseke (* 31. Dezember 1925 in Rostock) ist ein deutscher Verwaltungsjurist in Bonn-Bad Godesberg.

## Leben
Von 1943 bis 1945 diente er in der Kriegsmarine. 1947 machte er das Abitur in Bad Godesberg. Er absolvierte von 1947 bis 1951 ein Jurastudium in Bonn, Tübingen und Göttingen, und legte das 1. und 2. Juristisches Staatsexamen ab. In Tübingen wurde er im Wintersemester 1949/50 Mitglied der Studentenverbindung AV Igel, der bereits sein Vater Paul Gieseke angehörte. 1958 promovierte er in Göttingen mit einer Arbeit über die Urheberrechtsentwicklung in Deutschland. Von 1959 bis 1990 war er Beamter in der Hochschulverwaltung: an der Universität Bonn, beim Kultusministerium Nordrhein-Westfalen, und bei der Hochschulabteilung im Bundesministerium für Bildung und Wissenschaft, zuletzt als Ministerialdirigent. Von 1991 bis 1994 war er Berater im Kultusministerium Mecklenburg-Vorpommern und für den Hochschulausschuss des Europarates.
Das Bundesverdienstkreuz am Bande erhielt er 1985.

## Publikationen

### Monografien
- Die geschichtliche Entwicklung des deutschen Urheberrechts. Göttingen: Schwarz 1957. (Göttinger Rechtswissenschaftliche Studien. 22.)
- Vom Privileg zum Urheberrecht – die Entwicklung des Urheberrechts in Deutschland bis 1845.  Nomos 1995. ISBN 3-509-01682-3
- Die verfaßte Studentenschaft – ein nicht mehr zeitgemäßes Organisationsmodell von 1920. Nomos 2001. (Nomos Universitätsschriften – Recht. Unterreihe Bonner Schriften zum Wissenschaftsrecht. 6.) ISBN 3-7890-7355-5

### Aufsätze
- Rechtsformen studentischer Organisationen in Europa, in: Beiträge zur Hochschulforschung. Bd. 3. 1999. S. 159–171.
- Nachruf auf das Hochschulrahmengesetz, in: Wissenschaftsrecht. Bd. 45. 2012. S. 3–12.
- Urheberrechtliche Schutzfristen. Regelungen und Begründungen seit dem 19. Jahrhundert und kritische Betrachtung heute, in: Archiv für Urheber- und Medienrecht, 2012/1, S. 139–169.